# Bataille de Flardingue
La bataille de Flardingue (néerl. :Vlaardingen), survenue le 29 juillet 1018, vit la déroute de l'armée envoyée par l'empereur romain germanique pour déposer le comte rebelle Thierry III de Hollande. Trois chroniques contemporaines de l'événement nous donnent le récit de cet affrontement : le De diversitate temporum du moine Albert de Metz, le Chronicon de l'évêque Dithmar de Mersebourg, et la Chronique des évêques de Cambrai. Des fouilles archéologiques récentes permettent de mieux comprendre l'importance de Flardingue au XIe siècle.

## Contexte
Au haut Moyen Âge, Flardingue faisait partie du Saint-Empire. Après 1002, le dernier othonien, Henri II (1002–1024), était parvenu au prix de multiples combats à s'imposer comme empereur, mais l'Italie résistait et les comtés du nord-ouest, formant la Basse-Lotharingie, restaient aux mains du duc Godefroy de Verdun. La Frise, aux confins extrêmes de ce duché, était gouvernée conjointement par l'évêque Adalbold d'Utrecht et le comte Thierry III, chargé notamment de la défense des côtes. Le comte Thierry avait installé son camp à Flardingue, le long des berges de la Merwede, non loin de l'ancien confluent avec la Meuse.
Deux principales raisons poussèrent l’empereur Henri II à monter une expédition contre les Frisons et leur suzerain : tout d'abord, l’empereur entendait dégager la route commerciale entre le port fluvial de Tiel et l'Angleterre, car Thierry III prélevait un tribut exorbitant sur les chalands descendant la Merwede, menaçant le commerce et entamant largement les revenus de la Couronne ; ensuite, le comte rebelle s'était emparé de terres réclamées par l'évêque d'Utrecht, et y avait même édifié un donjon. D'ailleurs les évêchés de Liège, Trèves et Cologne ainsi que plusieurs abbayes détenaient des possessions dans cette région.

## Préparation de la campagne
À la Pâque 1018, l’empereur Henri II convoqua la diète à Nimègue. Il reçut les plaintes des marchands de Tiel et de l'évêque Adalbold II d'Utrecht ; alors il chargea l'évêque Adalbold et le duc Godefroy d'organiser une expédition punitive contre Thierry. En quelques mois, une armée s'assembla à Tiel, alors l'un des ports fluviaux les plus importants des Pays-Bas. Les soldats embarquèrent sur les rivières de Waal et de Merwede, faisant voile vers la forteresse du comte Thierry, à Flardingue.
Trois autres évêques apportèrent des troupes : Baldéric II de Liège, Gérard de Cambrai et l’archevêque Héribert de Cologne. L’évêque Baldéric participa personnellement au voyage de Flardingue. Il venait de faire creuser une nouvelle crypte sous la Basilique Notre-Dame de Maastricht ; or celle-ci, sombre présage, s'effondra le jour de son départ. On s'en inquiéta lorsque, monté à bord d'un navire, le prélat tomba malade. Il débarqua à Heerewaarden et mourut le jour même de la bataille.

## Les armées en présence
Les effectifs des soldats mentionnés dans les chroniques sont fantaisistes : ainsi selon Dithmar, plus de trois légions impériales auraient été décimées, ce qui laisse à entendre que l'armée de Henri II aurait compté entre 3 000 et 20 000 hommes (selon ce que l'on prend comme définition d'une « légion »). La Chronique de Cambrai affirme qu'à Vlaardingen « un millier d'hommes ont même mis en fuite deux fois dix mille hommes », confirmant que l'empereur aurait dépêché quelque 20 000 hommes. Mais il s'agit là probablement d'une réminiscence d'un passage de la Bible (Deutéronome 32:30) qui ne peut être prise comme indication sérieuse du nombre de combattants.
L'historien belge J.-C. Verbruggen estime que vers 1100, les armées ne comportaient que quelques centaines de combattants. Thierry III n'aurait donc eu sous ses ordres que de tels effectifs, et il aurait été inutile à l'empereur d'envoyer des milliers de mercenaires pour le réduire : aussi, il est probable que l'armée impériale ne comptait qu'un millier d'hommes.

## Déroulement de la bataille
La flotte transportant l'armée impériale descendit la rivière, mit au mouillage près de Flardingue et l'armée marcha sur le château du comte Thierry. Les riverains, qui avaient vu l'armée approcher, s'étaient enfermés dans le château ou postés sur les hauteurs. D'abord, Godefroy fit encercler le château, mais confronté à l'obstacle des fossés, ordonna à ses hommes d'occuper les champs voisins.
Au cours de cette manœuvre, les Frisons embusqués attaquèrent. La rumeur courut que le duc avait été tué, déclenchant la panique : les Impériaux refluèrent en désordre jusqu'à leurs navires, qui avaient dérivé jusqu'au milieu du lit par suite de la marée montante. Certains s'enlisèrent dans les limons de la berge, d'autres se noyèrent. Simultanément, les Frisons retranchés dans le donjon exhortaient les paysans juchés sur les collines à attaquer à revers l'ennemi en déroute. Les fuyards furent attaqués par des jets de javelots.
Thierry III ne parut qu'à la fin du combat : il sortit du château à cheval avec quelques écuyers, chargeant dans la direction du duc Godefroy qui, acculé par des partisans de Thierry, se battait toujours. L'intervention du comte lui sauva la vie. Il se constitua prisonnier et fut emmené au château : le combat était terminé.

## Portée de la bataille de Flardingue
La bataille terminée, les protagonistes, craignant sans doute un raid viking, se hâtèrent de conclure la paix. Le duc Godefroy, libéré, fit se réconcilier l'évêque Adelbold et le comte Thierry III.
On ne sait rien des pourparlers de paix ; on présume que Thierry III dut faire quelques concessions en contrepartie d'une relative autonomie vis-à-vis de l'empereur : au cours des trente années qui suivirent cette bataille, il n'y eut plus d'armée étrangère en Frise.
On peut considérer la Bataille de Flardingue comme le point de départ de l'indépendance du comté de Hollande : à Flardingue, Thierry III avait fait la preuve qu'il n'avait plus de suzerain ; au cours des décennies suivantes, les rois et empereurs germaniques, à l'instigation des évêques d'Utrecht, tenteront à plusieurs reprises de soumettre la Frise Occidentale. Le duc Godefroy le Bossu et l'évêque Guillaume passeront bien près du but lorsqu'en 1061, profitant de l'accession au trône comtal, ils chasseront le jeune Thierry V de Frise et sa mère de Flardingue. Mais Thierry, avec l'appui du comte Robert Ier de Flandre, parviendra à reconquérir ses terres, tuera le duc Godefroy en février 1076 puis vaincra l'évêque d'Utrecht, en juin 1076 à la bataille d'Ijsselmonde.

## Le site
Les chroniques médiévales restent floues sur la localisation du champ de bataille, ce qui a donné lieu à de multiples hypothèses. Aux XVIIIe et XIXe siècles, les historiens propageaient l'idée selon laquelle la bataille se serait déroulée à Dordrecht (25 km en amont), et non à Vlaardingen. Cette hypothèse, d'ailleurs intenable puisqu'à l'époque des faits Dordrecht n'était que le nom d'une rivière (le comte Floris III fondera la ville après 1150), vient du crédit accordé trop longtemps à la Rymchronyk, poème épique pseudo-médiéval composé en réalité vers 1700.
Par la suite, un archéologue de Rotterdam, Hoek, suggéra que la bataille s'était déroulée trois kilomètres à l'ouest du centre-ville actuel, à peu près à la jonction avec la commune de Maassluis ; son collègue, le Pr De Graaf, la situait deux kilomètres à l'est, sur le Babberspolder. On pense aujourd'hui que le mouvement des troupes, la bataille elle-même et la fuite se seraient déroulés à l'emplacement de l'actuel polder de Vettenoordse, un terrain carré d'environ 500 × 500 mètres, à l'ouest et au sud du centre-ville de Vlaardingen. L'archéologue Tim de Ridder voit dans la colline sur laquelle l'église est bâtie, l'emplacement le plus probable du donjon de Thierry III, car de là on surplombe la vallée de la Merwede, le port, les enclos et tout le pays environnant.
Depuis 2000, des recherches au géoradar sur cette colline ont permis de repérer un enclos circulaire d'un diamètre de 27 mètres, à quelques mètres sous le dallage de l'église. On ignore pour l'instant quels sont les matériaux constituant l'enclos, car il n'est pas envisagé de creuser sous l'église, dont la construction remonte au XIIe siècle. Il est tentant de voir dans cette enceinte circulaire les traces d'une motte féodale, édifiée vers l'an mil par le comte Thierry III.

#### Sources primaires
- (en) Cet article est partiellement ou en totalité issu de l’article de Wikipédia en anglais intitulé « Battle of Vlaardingen » (voir la liste des auteurs).
- Albert de Metz, De diversitate temporum, vol. IV, Monumenta Germaniae Historica Scriptores, 1841, p. 700 - 723On peut trouver lune version bilingue latin-néerlandais de ce texte, dans H. van Rij, Gebeurtenissen van deze tijd, Alpertus Mettensis : Alpertus van Metz, Amsterdam, 1980.
- Dithmar (trad. R. Holtzmann), Die Chronik des Bischofs Thietmar von Merseburg, vol. 9 nouvelle série, Munich, Monumenta Germaniae Historica Scriptores, 1935 (réimpr. 1980).
- Chronique des évêques de Cambrai [« Gesta episcoporum Cameracensium »], vol. VII, Monumenta Germaniae Historica Scriptores, 1846, p. 393 - 525.
- G. van Loon et Klaas Kolyn, Geschicht-historiaal rym, of Rymchronyk van den heer Klaas Kolyn, Benedictiner monik der abtdye te Egmont, La Haye, P. de Hondt, 1745, « Rymchronyk ».
- Nieuwenhuijsen, K. & Ridder, T. de, Ad Flaridingun. Vlaardingen in de elfde eeuw, Verloren, Hilversum, 2012.

#### Études historiques
- J.F. Verbruggen, The Art of Warfare in Western Europe During the Middle Ages, Boydell & Brewer, Woodbridge, 1997.
- Graaf, R. de, Oorlog om Holland 1000 - 1375, Verloren, Hilversum, 1996.
- C. Hoek, De Hof te Vlaardingen, Tijdschrift Holland 5, 1973(a), 57 - 91.
- T. de Ridder, De slag bij Vlaardingen - analyse van de beschrijving van Alpertus van Metz en de mogelijke locatie van de burcht van Dirk III, Terra Nigra 164, 2006, 18 - 33.
- T. de Ridder & C. van Loon, Het profiel van Vlaardingen, VLAK-verslag 44, 2007.
- P.B. van der Roest & C. van Loon, Het geofysisch onderzoek, VLAK-verslag 45, 2007.
- (en) La Rijmkroniek du pseudo-Klaas Kolyn.
- (en) L'assassinat de  Godefroy le Bossu.